# Computer Science (czasopismo)
Computer Science – angielskojęzyczne czasopismo naukowe o międzynarodowym zasięgu, wydawane przez Akademię Górniczo-Hutniczą w Krakowie od 1999 roku. Redaktorzy czasopisma są powiązani z Wydziałem EAIiE.

## Cel i zakres
Computer Science prezentuje wyniki interdyscyplinarnych badań naukowych w obszarach związanych z teoretyczną i stosowaną informatyką.

## Rada wydawnicza
- Redaktor Naczelny: prof. dr hab. inż. Jacek Kitowski,
- Redaktorzy: prof. dr hab. inż Antoni Ligęza, prof. dr hab. inż. Robert Schaefer, prof. dr hab. inż. Tomasz Szmuc, prof. dr hab. inż Wiesław Wajs, prof. dr hab. inż. Krzysztof Zieliński
- Komitet redakcyjny: 
  - 10 naukowców pracujących w Polsce,
  - 5 naukowców pracujących w Europie,
  - 6 naukowców pracujących w USA,
  - 2 naukowców pracujących w Australii.

Komitet redakcyjny ma charakter otwarty. Znane osoby włączające się w prace redakcyjne: Zbigniew Michalewicz (University of Adelaide, Australia) oraz Ryszard Tadeusiewicz (AGH w Krakowie).

## Integracja z ogólnodostępnymi bazami publikacji
- Federacja Bibliotek Cyfrowych[1]
- Open Archive Initiative[2]
- Directory of Open Access Journals[3]

## Punktacja Ministerstwa Nauki i Szkolnictwa Wyższego
- 7.0[4] (od 2012)
- 6.0[5] (od 2011)
- 2.0[6] (2010 i wcześniej)

## Wydania specjalne
Oprócz regularnych publikacji w czasopiśmie wydawane są numery specjalne zawierające publikacje pokonferencyjne.

## Dostęp do numerów
Wybrane numery czasopisma w wersji drukowanej można zamówić w Wydawnictwie AGH. Wszystkie numery
czasopisma w wersji elektronicznej są dostępne bezpłatnie w repozytorium CSCI OAI-PMH.